# قاسم عثمان نور
قاسم عثمان نور، مواليد الكوة عام 1938 وهو باحث وأستاذ جامعي وله العديد من المؤلفات.

## مسيرته مع المكتبات
بدأ حياته موظفاً (بمكتبة جامعة الخرطوم) كمساعد مكتبة، أثناء عمله بالمكتبة حضر عدد من الكورسات التدريبية بمعهد الدراسات الإضافية، ثم درس  بجامعة أمدرمان الإسلامية ـ كلية الآداب قسم والوثائق والمكتبات ـ و لمدة أربعة سنوات وحصل على درجة البكالوريوس والتحق بكلية الآداب جامعة الخرطوم ـ السنة الخامسة. وحصل على الماجستير والدكتوراة من بعد ذلك.

## المؤهلات الأكاديمية
1. الدرجة الجامعية الأولى (وثائق ومكتبات) جامعة أم درمان الإسلامية (1982 – 1986م).
2. السنة الخامسة (امتياز) بجامعة الخرطوم – كلية الآداب – قسم التاريخ (1987م) .
3. الماجستير/ كلية الآداب – قسم التاريخ جامعة الخرطوم (1988).
4. درجة الدكتوراه – جامعة الخرطوم (1989م).
5. في العام  1994م الحصول على درجة الدكتوراه ( فلسفة التاريخ ) جامعة الخرطوم – كلية الآداب.)
6. في  1998م حصل على درجة درجة أستاذ (بروفيسور).

## العمل في المجال المهني
1. العمل مساعد أمين مكتبة بمكتبة جامعة الخرطوم (1962 – 1982م) ،  أمين مكتبة السودان – (1964 – 1974م) ، ثم أمين  مكتبة كلية القانون  – (1975 – 1976م) ( جامعة الخرطوم). فالهندسة ( قسم الدوريات ) 1977م . و كلية التربية (1978 – 1981م) .
2. 1982 – الانتداب للعمل بالمنظمة العربية للتربية والثقافة والعلوم .
3. 1982 – 1997م – رئيس قسم المكتبة والتوثيق والنشر بمعهد الخرطوم الدولي للغة العربية .
4. 1998م ـ 2001م عميد المكتبات جامعة جوبا

### عضوية الجمعيات والاتحاديات المهنية
- عضو مؤسس الجمعية السودانية للمكتبات والمعلومات.
- الاتحاد العربي للمكتبات والمعلومات (تونس).
- عضو مراسل لجمعية المكتبات الأمريكية ( نيويورك).
- عضو الجمعية التاريخية السودانية.
- عضو لجنة المكتبة  بجامعة النيلين .
- رئيس مجلس إدارة مكتبة البشير الريح العامة بأمدرمان.
- عضو لجنة مكتبة الجامعة الأهلية أمدرمان.
- عضو لجنة أمناء المكتبة الوطنية.
- عضو لجنة الترجمة والنشر.
- خبير ومستشار في مجال المكتبات والمعلومات
- عضو مجمع اللغة العربية
- عضو لجنة حصر الوثائق _رئاسة الجمهورية.

### مجال التدريس والإشراف
1. محاضر بكلية الآداب – جامعة أمدرمان الإسلامية
2. محاضر بمعهد الخرطوم الدولي للغة العربية
3. أستاذ مشارك (متعاون) جامعة النيلين .
4. مشرف على عدد من الرسائل الجامعية (دكتوراه – ماجستير) للطلاب بأقسام المكتبات بجامعتي (أمدرمان الإسلامية – جامعة النيلين).
5. سكرتير تحرير المجلة العربية للدراسات اللغوية: التي يصدرها معهد الخرطوم الدولي للغة العربية 1988 – 1999م.
6. عضو مشارك في العديد من الندوات والمؤتمرات العلمية بالداخل والخارج.
7. عضو مجلس إدارة المكتبة الوطنية.
8. عضو لجنة حصر الوثائق بالمراكز القديمة بالمديريات.
9. عضو لجنة الموسوعة الشعرية السودانية.
10. عضو لجنة اتحاد الناشرين السودانيين.
11. عضو لجنة تقويم وحصر المكتبات – ومراكز المعلومات التابعة للمركز الوطني للمعلومات بالخرطوم.
12. مؤسس ومدير مركز قاسم لخدمات المكتبات.
13. أستاذ (بروفيسور) في علوم المكتبات (1998- 2001م) بجامعة جوبا - أستاذ بجامعة النيلين ـ كلية الآداب متعاون قسم المكتبات والمعلومات.
14. وضع وشارك في مقررات ومناهج مدارس علوم المكتبات والمعلومات في الجامعات  السودانية .

## مؤلفاته
1. مصادر الدراسات السودانية بالمجلات والدوريات السودانية( الكتاب الأول والثاني و الثالث)
2. دليل القصة السودانية
3. الأصول العربية والإفرنجية للدراسات السودانية .
4. المؤتمرات العلمية في السودان 7- ببليوغرافيا التعريب في الوطن العربي بمكتبة معهد الخرطوم الدولي للغة العربية ، الخرطوم – معهد الخرطوم الدولي للغة العربية 1984م، 74ص.
5. ببليوغرافيا اللغة العربية في السودان.
6. ببليوغرافيا المهدية وأمدرمان
7. الفهرس المصنف لمجموعة السودان بجامعة الخرطوم
8. ببليوغرافيا المرأة السودانية
9. ببليوغرافيا رسائل الدراسات العليا
10. الببليوغرافيا السودانية في قرن 1885 – 1985م
11. ببليوغرافيا تعليم اللغة العربية لغير الناطقين بها (ج1 – 2) . بالمجلة  العربية للدراسات اللغوية . عدد رقم 13 ، 1987م.
12. ببليوغرافيا الدراسات العليا (لدرجة الدبلوم العالي والماجستير بمعهد الخرطوم الدولي للغة العربية ،
13. التعريب في السودان
14. مسار التعريب في الجامعات السودانية
15. أهمية قيام المكتبة الوطنية في السودان.
16. توثيق قضايا المرأة السودانية
17. ببليوغرافيا الإسلام في السودان
18. ببليوغرافيا الطيب صالح
19. ببليوغرافيا التصوف في السودان
20. ببليوغرافيا الإمام عبد الرحمن المهدي
21. الدكتور التجانى الماحي.
22. الإمام عبد الرحمن المهدي رجل السودان
23. دليل الدوريات السودانية 1900 – 1998م
24. الأصول العربية لمصادر ومراجع الحركة الوطنية السودانية
25. قل هذا سبيلي : تحقيق مجموعة مقالات لعرفات محمد عبد الله
26. ببليوغرافيا الببليوغرافيات
27. مصادر الدراسات السودانية (الكتاب الرابع)
28. المكتبة المدرسية
29. كيف تكتب بحثاً أو رسالة جامعية
30. أضواء على الحركة الوطنية السودانية جماعات القراءة والجمعيات الأدبية.
31. الكوة : التاريخ والرجال ،
32. الكتاب والمكتبة في الحضارة الإسلامية
33. محمد المهدي المجذوب .
34. المشكلات والصعوبات التي تواجه تعليم اللغة العربية بمناطق التداخل اللغوي بالسودان.
35. مناهج البحث عند البروفيسور محمد إبراهيم أبو سليم
36. البروفيسور عون الشريف قاسم
37. صحف وصحفيون : رواد الصحافة السودانية[1]

## أنظر أيضًا
- محمد إبراهيم أبو سليم
- دار الوثائق القومية
- على صالح كرار
- النور حمد
- الطيب زين العابدين